# Malena Ernman
Sara Magdalena Ernman, meglio nota come Malena Ernman (Uppsala, 4 novembre 1970), è una cantante e mezzosoprano svedese.
Ha rappresentato la Svezia all'Eurovision Song Contest 2009 con il brano La voix, classificandosi 21ª nella finale dell'evento. Per i suoi meriti in campo musicale è stata nominata Hovsångerska dal re Carlo XVI Gustavo di Svezia. È la madre della nota ambientalista Greta Thunberg.

## Biografia
Nata ad Uppsala dai coniugi Lars ed Eva Ernman, ha trascorso la sua infanzia e i primi anni di formazione a Sandviken. La sua formazione musicale si è articolata tra l'Accademia reale svedese di musica di Stoccolma, il Conservatorio di Orléans e la scuola dell'Opera reale svedese. Nel 2014 è stata nominata cittadina onoraria del comune di Sandviken.

### Carriera musicale

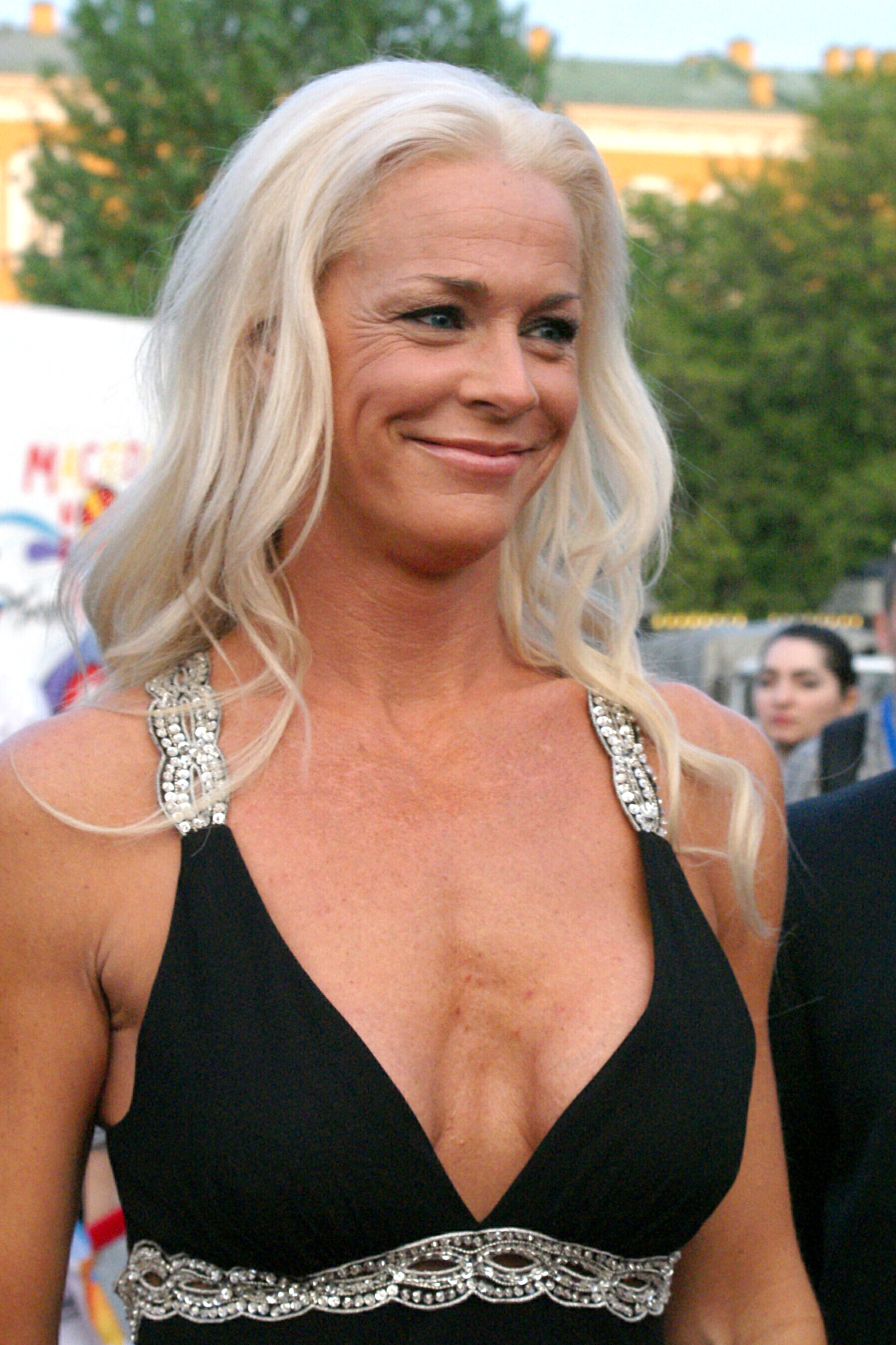
Malena Ernman nel 2009.

Nel 1997 ha assunto il ruolo della Principessa Cecilia nell'opera Liten Karin, dall'originale di Ivar Hallström del 1897 ed eseguita a Vadstena, ottenendo il plauso del magazine ingleseOpera, che ha così definito la sua interpretazione: "Il mezzo(soprano) Malena Ernman è stato davvero espressivo nel ruolo della Principessa Cecilia, sorella del re Erik XIV". L'anno successivo ha interpretato il ruolo di Rosina ne Il barbiere di Siviglia, di Gioachino Rossini presso l'Opera reale svedese di Stoccolma, ottenendo nuovamente una recensione positiva dal magazine inglese, che sostenne come l'interpretazione mostrasse una "tecnica impressionante, rappresentando il personaggio con un beffardo e genuino umorismo".

#### Melodifestivalen ed Eurovision Song Contest
Nel 2009 prese parte al Melodifestival con il singolo La voix, composto da Fredrik Kempe e scritto da Kempe e dalla stessa cantante. Esibitasi nella quarta semifinale si classificò 1ª, preannunciando la vittoria nella finale del concorso canoro svedese che dalla sua fondazione funge da metodo di selezione nazionale per l'Eurovision Song Contest. In seguito alla vittoria ottenne il diritto di rappresentare la Svezia all'Eurovision Song Contest 2009 di Mosca, in Russia. Sorteggiata per la partecipazione nella prima semifinale, si classificò al 4º posto, avanzando verso la finale, dove si classificò 21ª. L'abito utilizzato durante le esibizioni, che ha avuto il costo di 400 000 corone, è stato disegnato da Camilla Thurin.

## Vita privata
È sposata con l'attore svedese Svante Thunberg (figlio di Olof Thunberg). La coppia ha due figlie; la prima, Greta, nata nel 2003, è una nota attivista ambientalista. Nel 2005 nasce la loro seconda figlia, Beata. La Ernman sostiene pubblicamente l'accordo di Parigi ed è una nota ambientalista, aderente al movimento Flight Shame promosso dal suo connazionale Björn Ferry. Con il marito ha pubblicato nell'agosto 2018 il libro Scener ur hjärtat ("Scene dal cuore"), raccontando la sua vita e quella della famiglia.

## Repertorio
| Ruolo               | Titolo                    | Autore     |
| ------------------- | ------------------------- | ---------- |
| Principessa Cecilia | Liten Karin               | Hallström  |
| Rosina              | Il barbiere di Siviglia   | Rossini    |
| Kaja                | Staden                    | Sandström  |
| Ziöberg             | Trädgården                | Forssell   |
| Nerone              | Agrippina                 | Händel     |
| Cherubino           | Le nozze di Figaro        | Mozart     |
| Zerlina             | Don Giovanni              | Mozart     |
| Titolo              | Carmen                    | Bizet      |
| Roberto             | Griselda                  | Scarlatti  |
| Diana               | La Calisto                | Cavalli    |
| Sesto Pompeo        | Giulio Cesare             | Händel     |
| Nancy               | Albert Herring            | Britten    |
| Orlovsky            | Il pipistrello            | Strauss    |
| Donna Elvira        | Don Giovanni              | Mozart     |
| Lichas              | Ercole                    | Händel     |
| Titolo              | Julie                     | Boesmans   |
| Titolo              | Didone ed Enea            | Purcell    |
| Annio               | La clemenza di Tito       | Mozart     |
| Nerone              | L'incoronazione di Poppea | Monteverdi |
| Angelina            | La Cenerentola            | Rossini    |
| Didone              | Didone ed Enea            | Purcell    |
| Idamante            | Idomeneo                  | Mozart     |
| Titolo              | Serse                     | Händel     |
| Eduige              | Rodelinda                 | Händel     |
| Elena               | La donna del lago         | Rossini    |
| Béatrice            | Béatrice et Bénédict      | Berlioz    |

## Discografia

### Album

#### Album in studio
- 2000 - Naïve
- 2000 - Svenska romanser Vol 2
- 2001 - Cabaret Songs
- 2002 - Müllers Nachtgesänge
- 2003 - Songs in Season
- 2003 - My Love
- 2009 - La Voix du Nord
- 2010 - Santa Lucia – En klassisk jul
- 2013 - I decembertid
- 2014 - SDS
- 2015 - Advent
- 2016 - Sverige

#### Raccolte
- 2011 - Opera di Fiori
- 2011 - En Riktigt God Jul (con Sarah Dawn Finer)

### Singoli
- 2009 - La voix
- 2010 - Pie jesu
- 2011 - Sankta Klara klocka (con Helen Sjöholm)

## Videografia
- Die Fledermaus (Glyndebourne Festival Opera)
- Julie (Boesmans)
- Hercules (William Christie)

## Opere letterarie
- (SV) Malena Ernman e Svante Thunberg, Scener ur hjärtat, Polaris, 23 agosto 2018.